# Hudson Taylor

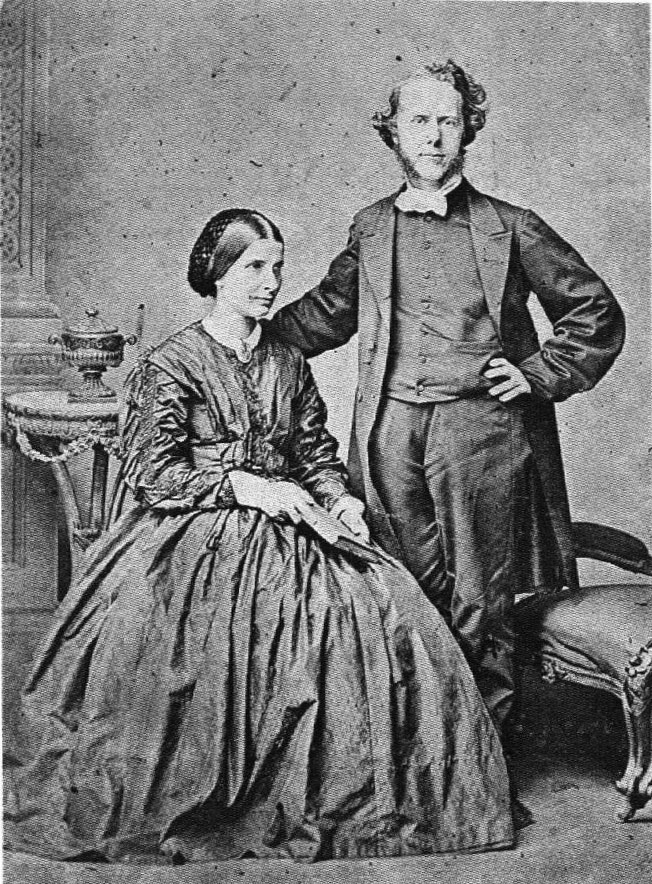
Hudson & Maria Taylor

James Hudson Taylor (tiếng Trung: 戴德生, 21 tháng 5 năm 1832 – 3 tháng 6 năm1905), là một nhà truyền giáo Tin Lành Anh quốc tại  Trung Quốc, và là người sáng lập  ra Hội Truyền giáo Nội địa Trung Quốc (nay là OMF International). Taylor đã trải qua 51 năm ở Trung Quốc. Hội truyền giáo của ông đã đảm trách đưa hơn 800 nhà truyền giáo đến Trung Quốc, thành lập 125 trường học và trực tiếp dẫn đến việc 18.000 người cải sang Cơ Đốc Giáo, cũng như thiết lập hơn 300 điểm truyền giáo với hơn 500 người trợ giúp bản địa tại tất cả 18 tỉnh.